# Tommerup HK
Tommerup HK er en traditionsrig dansk håndboldklub fra Tommerup på Vestfyn godt 20 kilometer fra Odense, der i sæsonen 2020/21 spiller i 3. division hos herrerne. Den seneste højeste placering var i 2011/2012, da man i 2. division sluttede på en 10. plads. I 2013 rykkede holdet ned fra 2. division til 3. division, hvor man har ligget siden. I seneste sæson 2015/2016 sluttede holdet på en 6. plads i 3. division.  
Klubbens største kamp i nyere tid var i marts 2011, da holdet i 1/16 finalen i pokalturneringen mødte AG København i en kamp overværet af 2014 tilskuere i Odense Idrætshal. Gæsterne stillede med spillere som Mikkel Hansen, Kasper Hvidt og Joachim Boldsen. Tommerup HK var foran 1-0 og med til 8-8 små tyve minutter inde i kampen - og led et hæderligt nederlag på 23-35. 
I foråret 2016 lavede man en to-årig aftale med Jacob Landtved som træner for førsteholdet. Jacob Landtved var sportschef i GOG fra 2008 til 2010 og har desuden været leder af Skolerne i Oure Sport & Performance. 
Klubbens kerneværdier er "først klubben, så holdet, så den enkelte".